# 日本ウォーターウォーク協会
特定非営利活動法人日本ウォーターウォーク協会（にほんウォーターウォークきょうかい）は、人類が持つ水上歩行の夢を、あらゆる角度から考察、検証し、「スポーツ」、「サイエンス」、「遊び」を通して水上をその名の通り「歩く」ことを目的とした日本のスポーツ団体。

## 概要
主にイタリア在住のチャールズ・B・ジョーンズが開発した、透明の球体の中に入り、水上を歩行できる「ウォーターボール」を使って活動を展開しています。
「水」「自然」と一体となることで、環境、エコロジーについても考え、発祥の地である「琵琶湖」はもちろん、日本中の水面を美しくすることを目指している。
現在、インターネットで検索すると「NWWA日本ウォーターウォーク協会®」と「NPO法人 日本ウォーターウォーク協会」という名称が類似した団体が2つヒットするが、任意団体であるNWWAは「日本ウォーターウォーク協会」を登録商標として特許庁に登録しているが、チャールズ・B・ジョーンズが開発したオリジナルのウォーターボールは使用していない。NPO法人のほうは開発者と正式な契約を結び、JWWAに略称を変更し「日本ウォーターウォーク協会」として活動をしているようだ。。

## メディア出演等
【テレビ】
- NHK日本放送協会『つながるテレビ@ヒューマン』
- EXテレビ朝日『スーパーモーニング』
- BBCびわ湖放送『びびっとビーム』
- CXフジテレビ『FNNスーパーニュースWEEKEND』
- EXテレビ朝日『スーパーJチャンネル』
- EXテレビ朝日『堂本剛の正直しんどい』
- MBS毎日放送『ちちんぷいぷい』
- NTV日本テレビ『1億人の大質問!?笑ってコラえて!』
- NTV日本テレビ『ザ!鉄腕!DASH!!』
- YTV読売テレビ『なるトモ!』
- CTV中京テレビ『PS』
- MBS毎日放送『せやねん!』
- CBC中部日本放送『なるほどプレゼンター!花咲かタイムズ』
- YTV読売テレビ『ズームイン!!SUPER』
- ABC朝日放送『おはよう朝日です』
- NHK日本放送協会『おはよう日本』
- NHK日本放送協会『ぐるっと関西おひるまえ』
- YTV読売テレビ『大阪ほんわかテレビ』
- びわこ大津経済新聞『びわ経.TV』①
- BBCびわ湖放送『ときめき滋賀'S』
- KTV関西テレビ『アップ＆UP』
- びわこ大津経済新聞『びわ経.TV』②
- 関西電力eo光テレビ『ぷらっと旅気分』
- びわこ大津経済新聞『びわ経.TV』③
- ＠niftyバイクライフ『ツーリングナビ』
- びわこ大津経済新聞『びわ経.TV』④
- KTV関西テレビ『冒険チュートリアル』
- ABC朝日放送『にっぽん菜発見 そうだ、自然に帰ろう』
- J:COM関西『8時です！生放送！！』

【新聞など】
- 京都新聞フォトダイアリー
- 読売新聞『読売新聞写真部』
- 読売新聞『YOMIURI ONLINE』
- びわ湖大津経済新聞①
- 47NEWS
- 京都新聞
- msn.産経ニュース
- NIKKEI NET『日経エコロミー』
- びわ湖大津経済新聞②
- びわ湖大津経済新聞③
- びわ湖大津経済新聞④
- 日本経済新聞
- びわ湖大津経済新聞⑤
- 朝日新聞
- 毎日新聞

## リンク
- NPO法人 日本ウォーターウォーク協会
- NWWA 日本ウォーターウォーク協会®